# Stoderzinken

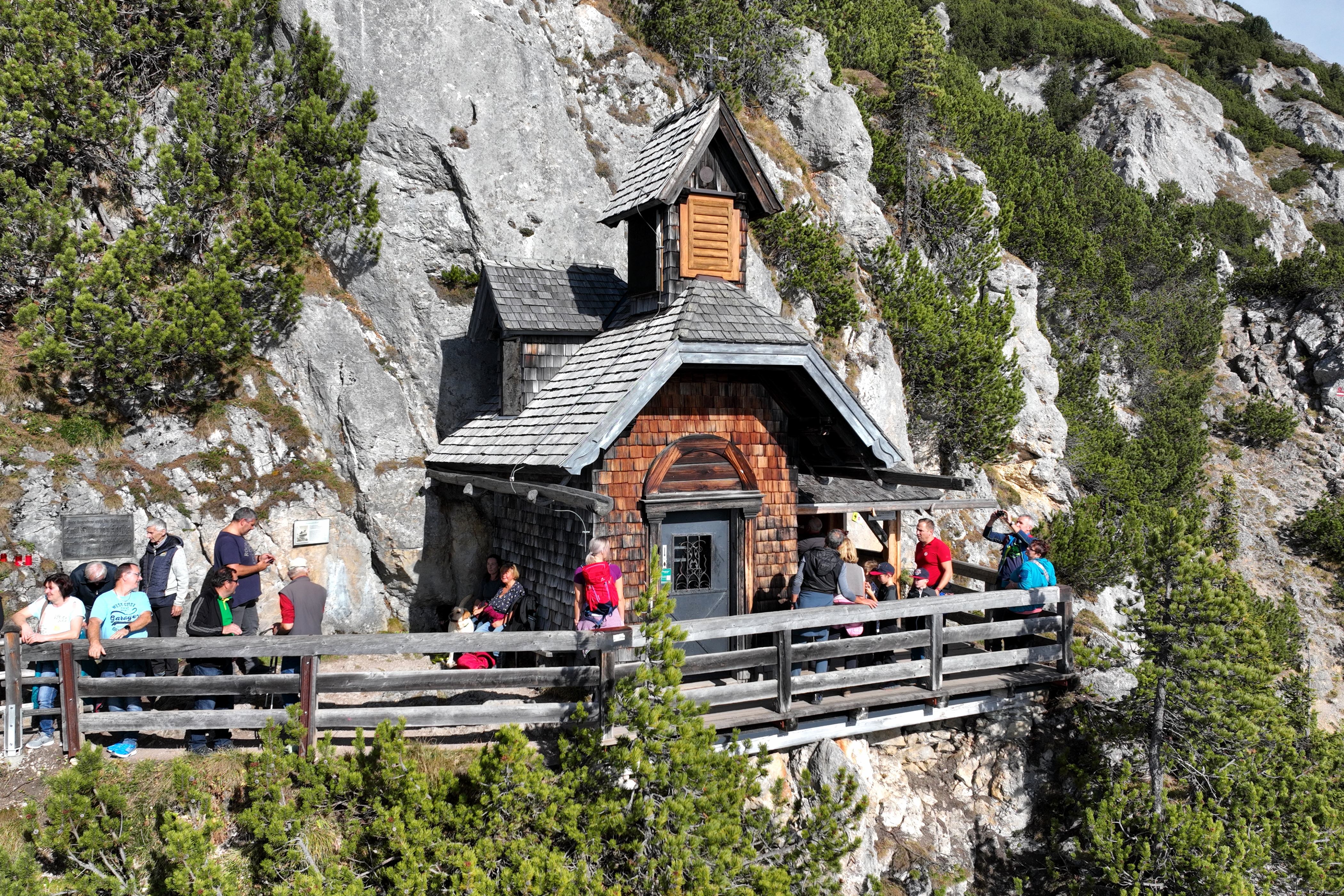
Das Friedenskircherl

Der Stoderzinken ist ein 2048 m ü. A. hoher Berg bei Gröbming im Kemetgebirge, nördlich des Ennstales. Er ist über die 12 km lange Stoderzinken Alpenstraße von Gröbming erschlossen. In seiner steilen Südflanke befindet sich das Friedenskircherl.
Der Berg liegt im Verlauf eines Kammes, der vom Dachstein (2995 m) nach Osten bis zum Kammspitz (2139 m) und zum Grimming-Massiv (2351 m) zieht.

## Geschichte
- 1846 wurde ein Kohlevorkommen am Berg entdeckt.
- 1892 wurde auf Veranlassung von Emil Ritter von Horstig d’Aubigny der erste Karrenweg von Sträflingen errichtet und nach der Fertigstellung wurde der Kohlebergbau eröffnet.
- 1902 ließ Horstig das Friedenskircherl erbauen. Im selben Jahr besuchte auch Peter Rosegger den Stoderzinken.
- 1906 wurde der Bergbau eingestellt.
- 1959 bis 1962 wurde, auf Initiative von Franz Seebacher und Julius Steiner, die Alpenstraße erbaut.
- 1963 eröffnete man den ersten Lift für den Skibetrieb.
- 1982 gab die österreichische Post eine Dauermarke mit dem Friedenskircherl im Rahmen der Serie Landschaften aus Österreich heraus.[1]
- 2005 wurde der Abenteuerpark Gröbming am Fuß des Stoderzinkens in Betrieb genommen.
- 2013 wurde am Stoderzinken die größte Zipline Europas mit 4 × 2,5 km Seillänge eröffnet.
- 2020 entstand der FlyingCoaster, eine Art „Achterbahn im Wald“, die über 800 m Länge mit zum Abenteuerpark führt.

## Sport
Der Berg ist in die Urlaubsregion Schladming–Dachstein eingebunden.

### FlyingCoaster Gröbming
Der Flying Coaster beginnt an der Talstation der Zipline, es führt ein Aluminium Rohr in einer Höhe zwischen 3 und 12 Metern durch den Wald hinunter und ist im Design einer Achterbahn mit Auf- und Ab-Elementen und Kurven gebaut. An Fahrwerken hängend fliegen die Teilnehmer knapp an Boden und Bäumen vorbei mit bis zu 40 km/h in das Tal. Die Streckenlänge beträgt rund 800 Meter, dabei wird ein Höhenunterschied von über 100 Metern überwunden.

### Abenteuerpark Gröbming
Der Wald-Kletterpark für die ganze Familie liegt direkt an der Stoderzinkenstraße und besitzt 18 verschiedene Parcours mit einer Kletterlänge von 2000 m.

### Zipline Stoderzinken
Die Länge der 4 parallelen Drahtseile der Seilrutsche über zwei Sektionen beträgt 2500 m und es wird dabei ein Höhenunterschied von 600 m überwunden. Der größte Bodenabstand in der 1. Sektion beträgt 161 m. Fluggeschwindigkeiten von bis zu 115 km/h werden im 2. Abschnitt erreicht.

### Skigebiet Stoderzinken
Der Stoderzinken verfügt über 4 Liftanlagen mit 6 Pisten, die eine Länge von 8 km aufweisen. Des Weiteren gibt es ein Kinder-Schneeland und eine permanente Rennstrecke sowie eine Snowtubing-Strecke. Die Liftanlagen gehören zum Skiverbund Ski amadé.
Nach der Saison 2017/18 musste der Skibetrieb aus wirtschaftlichen Gründen eingestellt werden.

### Wandern

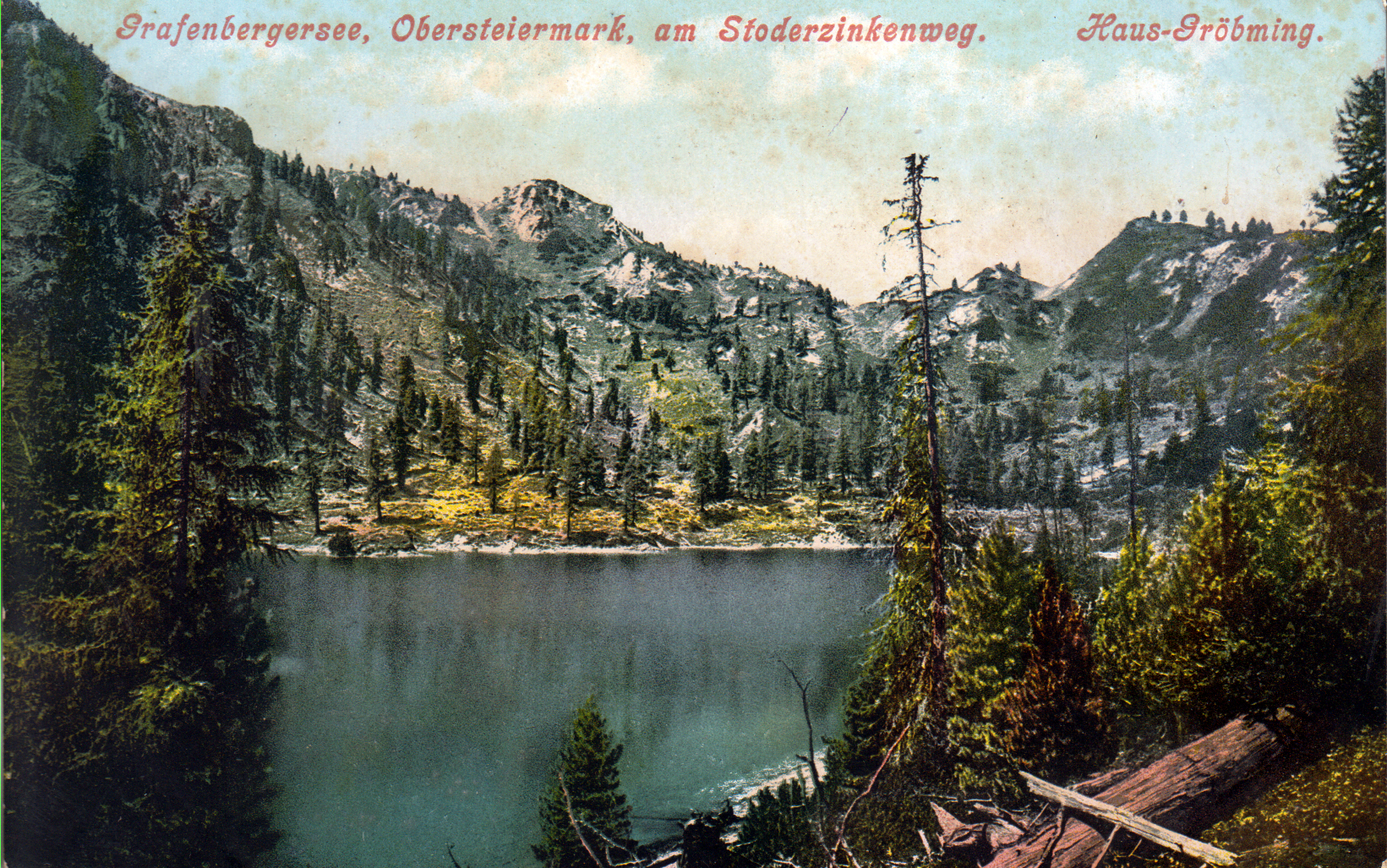
Grafenberger See

Vom Stoderparkplatz (1829 m) führt ein 19,5 km langer Rundwanderweg über den Gipfel und die Grafenbergalm.

### Paragleiten
Mit seiner zentralen Lage und seinen drei Startplätzen, davon zwei in unmittelbarer Nähe zum Gipfel, und nicht zuletzt deren verhältnismäßig leichten Erreichbarkeit stellt der Stoderzinken einen wichtigen Ausgangspunkt für inneralpine Streckenflüge mit dem Gleitschirm dar. Flüge mit bis über 250 km im Dreieck werden von hier durchaus geflogen.
Am sogenannten Peter Rosegger-Startplatz auf 1881 m findet sich auch eine Drachenfliegerrampe.